# Chésopelloz
Chésopelloz (toponimo francese) è una frazione di 123 abitanti del comune svizzero di Corminboeuf, nel Canton Friburgo (distretto della Sarine).

## Storia

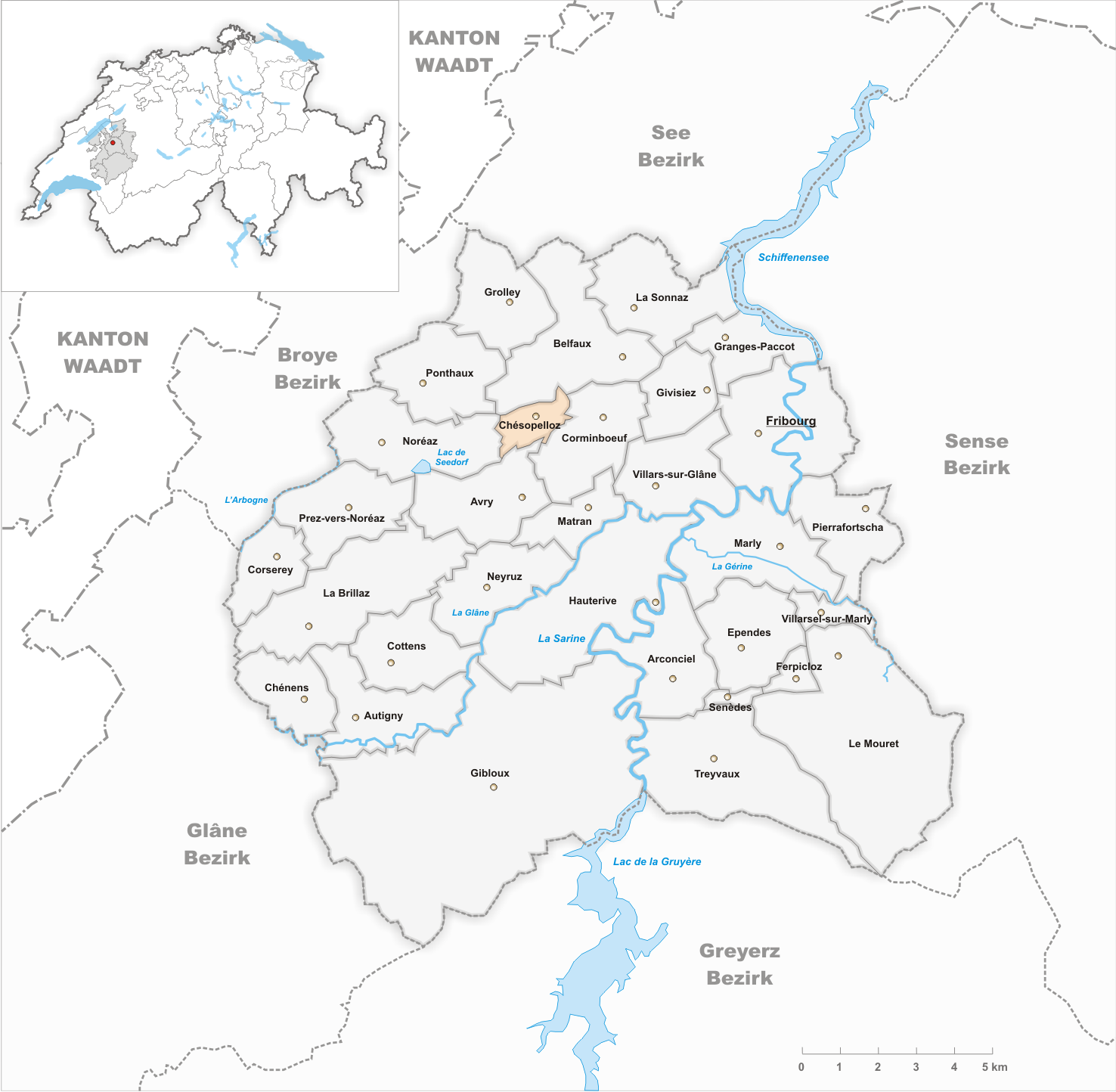
Il territorio del comune di Chésopelloz prima degli accorpamenti comunali del 2017

Già comune autonomo che si estendeva per 1,67 km², il 1° gennaio 2017 è stato accorpato a Corminboeuf.

## Monumenti e luoghi d'interesse

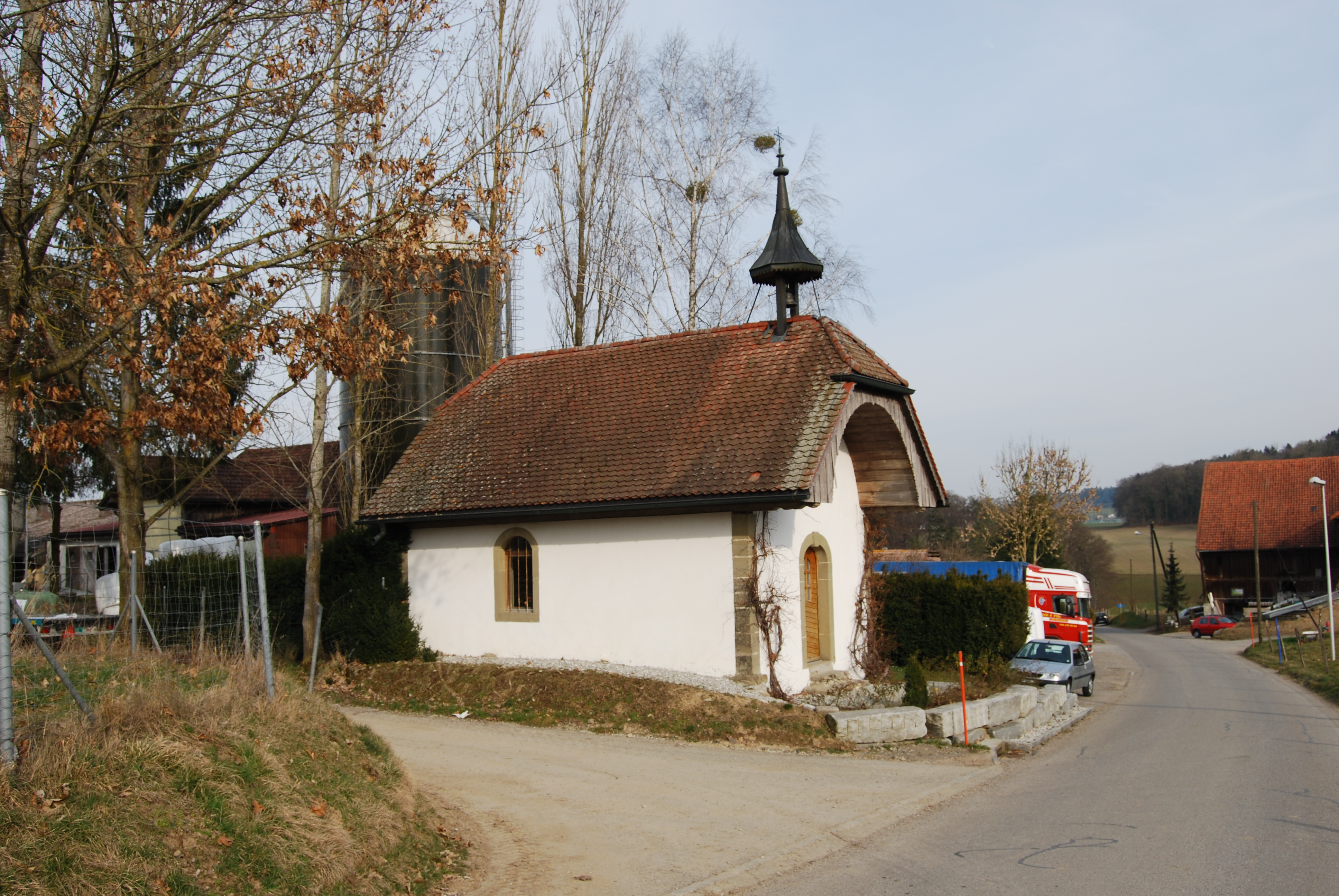
La cappella cattolica di Sant'Ulrico

- Cappella di Sant'Ulrico, eretta nel 1683[1].

## Società

### Evoluzione demografica
L'evoluzione demografica è riportata nella seguente tabella:
Abitanti censiti

## Amministrazione
Ogni famiglia originaria del luogo fa parte del comune patriziale che ha la responsabilità della manutenzione di ogni bene comune.